# 내부전반사형광현미경
내부전반사형광현미경(Total internal reflection fluorescence microscope, TIRFM)은 일반적으로 200나노미터 미만의 표본의 얇은 영역을 관측할 수 있는 일종의 현미경이다.
TIRFM은 유리 슬라이드에 지지되는 얇은 광학 표본 섹션에서 형광 세포의 여기를 사용하는 이미징 방식이다. 이 기술은 여기광이 투명한 고체 커버유리의 액체 매질과의 경계면에서 완전히 내부 반사될 때 감쇠장으로도 알려진 전자기장이 동일한 현상과 함께 여기광과 동일한 주파수대의 고체-액체 경계면에서 생성된다는 원리에 기초한다. 감쇠장의 강도는 고체 표면으로부터의 거리에 따라 기하급수적으로 감소하므로 고체에서 수백 나노미터 내에 있는 형광 분자만 효율적으로 여기된다. 그런 다음 형광의 2차원 이미지를 얻을 수 있지만, 세포 내 소포나 구조의 위치에 대한 3차원 정보를 얻을 수 있는 메커니즘도 있다.

## 역사
전체 샘플을 조명하는 광학 기술인 광시야 형광(Widefield Fluorescent)이 1910년에 도입되었다. 그 후 1960년에 공초점 현미경이 도입되어 빛을 핀 포인트로 유도하고 빛의 원뿔을 조명하여 샘플의 배경과 노출 시간을 줄였다. 1980년대 TIRFM의 도입으로 검사 대상 샘플의 얇은 부분만 조명함으로써 배경 및 노출 시간이 더욱 단축되었다.